# Kukavice (Federacja Bośni i Hercegowiny)
Kukavice – wieś w Bośni i Hercegowinie, w Federacji Bośni i Hercegowiny, w kantonie dziesiątym, w gminie Kupres. W 2013 roku liczyła 11 mieszkańców, z czego większość stanowili Boszniacy.